# Liste des matchs de l'équipe de Tanzanie de football par adversaire
Cette liste présente les matchs de l'équipe de Tanzanie de football par adversaire rencontré.
- Haut – A
- B
- C
- D
- E
- F
- G
- H
- I
- J
- K
- L
- M
- N
- O
- P
- Q
- R
- S
- T
- U
- V
- W
- X
- Y
- Z

## A

### Algérie

#### Confrontations
Confrontations entre l'Algérie et la Tanzanie :
|    | Date             | Lieu         | Match              | Score | Compétition                                                      |
| -- | ---------------- | ------------ | ------------------ | ----- | ---------------------------------------------------------------- |
| 1  | 8 janvier 1973   | Lagos        | Algérie - Tanzanie | 4-2   | Jeux africains de 1973 (gr. 1)                                   |
| 2  | 21 janvier 1995  | Dar es Salam | Tanzanie - Algérie | 2-1   | Qualifications à la Coupe d'Afrique des nations 1996 (gr. 4)     |
| 3  | 30 juillet 1995  | Alger        | Algérie - Tanzanie | 2-1   | Qualifications à la Coupe d'Afrique des nations 1996 (gr. 4)     |
| 4  | 4 octobre 1997   | Dar es Salam | Tanzanie - Algérie | 0-1   | Match amical                                                     |
| 5  | 3 septembre 2010 | Blida        | Algérie - Tanzanie | 1-1   | Qualifications à la Coupe d'Afrique des nations 2012 (gr. D)     |
| 6  | 3 septembre 2011 | Dar es Salam | Tanzanie - Algérie | 1-1   | Qualifications à la Coupe d'Afrique des nations 2012 (gr. D)     |
| 7  | 14 novembre 2015 | Dar es Salam | Tanzanie - Algérie | 2-2   | Éliminatoires de la Coupe du monde 2018 : zone Afrique (2e tour) |
| 8  | 17 novembre 2015 | Blida        | Algérie - Tanzanie | 7-0   | Éliminatoires de la Coupe du monde 2018 : zone Afrique (2e tour) |
| 9  | 22 mars 2018     | Alger        | Algérie - Tanzanie | 4-1   | Match amical                                                     |
| 10 | 1er juillet 2019 | Le Caire     | Tanzanie - Algérie | 0-3   | Coupe d'Afrique des nations 2019 (gr. C)                         |

#### Bilan
Au 3 juillet 2019 :
- Total de matchs disputés : 10
- Victoires de l'Algérie : 6
- Matchs nuls : 3
- Victoires de la Tanzanie : 1
- Total de buts marqués par l'Algérie : 26
- Total de buts marqués par la Tanzanie : 10

### Angola
| Date             | Lieu                  | Match             | Score | Compétition  |
| 7 décembre 1986  | Luanda Angola         | Angola - Tanzanie | 1-0   | Match amical |
| 18 novembre 2006 | Dar es Salam Tanzanie | Tanzanie - Angola | 1-1   | Match amical |

#### Bilan
- Total de matchs disputés : 2
- Victoires de l'équipe d'Angola : 1
- Victoires de l'équipe de Tanzanie : 0
- Match nul : 1

## B

### Brésil
| Date        | Lieu          | Match             | Score | Compétition  |
| 7 juin 2010 | Dar es Salaam | Tanzanie - Brésil | 1-5   | Match amical |

#### Bilan
- Total de matchs disputés : 1
- Victoires de l'équipe du Brésil : 1
- Victoires de l'équipe de Tanzanie : 0
- Match nul : 0

## K

### Kenya

#### Confrontations
Confrontations entre la Tanzanie et le Kenya :
|    | Date              | Lieu         | Match            | Score | Compétition                                                                |
| -- | ----------------- | ------------ | ---------------- | ----- | -------------------------------------------------------------------------- |
| 1  | 23 février 1967   |              | Tanzanie - Kenya | 0-2   | Match amical                                                               |
| 2  | 9 octobre 1967    | Nairobi      | Kenya - Tanzanie | 5-3   | Match amical                                                               |
| 3  | 6 janvier 1969    | Addis-Abeba  | Tanzanie - Kenya | 1-2   | Match amical                                                               |
| 4  | 16 février 1969   | Nairobi      | Kenya - Tanzanie | 0-1   | Qualifications à la Coupe d'Afrique des nations 1970 (1er tour)            |
| 5  | 1er mars 1969     | Dar es Salam | Tanzanie - Kenya | 1-1   | Qualifications à la Coupe d'Afrique des nations 1970 (1er tour)            |
| 6  | 1er octobre 1969  | Kampala      | Kenya - Tanzanie | 0-3   | Match amical                                                               |
| 7  | 25 septembre 1971 |              | Kenya - Tanzanie | 1-1   | Match amical                                                               |
| 8  | 27 septembre 1973 |              | Tanzanie - Kenya | 2-1   | Coupe CECAFA des nations 1973 (gr. B)                                      |
| 9  | 10 octobre 1974   | Dar es Salam | Tanzanie - Kenya | 0-0   | Coupe CECAFA des nations 1974 (en) (gr. A)                                 |
| 10 | 7 novembre 1975   | Lusaka       | Kenya - Tanzanie | 3-2   | Coupe CECAFA des nations 1975 (en) (demi-finale)                           |
| 11 | 6 novembre 1976   | Zanzibar     | Kenya - Tanzanie | 1-1   | Coupe CECAFA des nations 1976 (gr. B)                                      |
| 12 | 3 novembre 1979   | Nairobi      | Kenya - Tanzanie | 0-0   | Coupe CECAFA des nations 1979 (gr. A)                                      |
| 13 | 5 juillet 1980    | Nairobi      | Kenya - Tanzanie | 3-1   | Tours préliminaires à la Coupe du monde 1982 (zone Afrique, 1er tour)      |
| 14 | 19 juillet 1980   | Dar es Salam | Tanzanie - Kenya | 5-0   | Tours préliminaires à la Coupe du monde 1982 (zone Afrique, 1er tour)      |
| 15 | 20 novembre 1981  | Dar es Salam | Tanzanie - Kenya | 1-0   | Coupe CECAFA des nations 1981 (gr. A)                                      |
| 16 | 28 novembre 1981  | Dar es Salam | Tanzanie - Kenya | 0-1   | Coupe CECAFA des nations 1981 (finale)                                     |
| 17 | 18 novembre 1983  | Nairobi      | Kenya - Tanzanie | 0-0   | Coupe CECAFA des nations 1983 (gr. A)                                      |
| 18 | 8 octobre 1985    | Harare       | Kenya - Tanzanie | 3-2   | Coupe CECAFA des nations 1985 (gr. A)                                      |
| 19 | 16 décembre 1987  | Addis-Abeba  | Kenya - Tanzanie | 3-2   | Coupe CECAFA des nations 1987 (gr. A)                                      |
| 20 | 10 novembre 1988  | Lilongwe     | Kenya - Tanzanie | 2-0   | Coupe CECAFA des nations 1988 (gr. A)                                      |
| 21 | 5 novembre 1989   | Nairobi      | Kenya - Tanzanie | 2-1   | Coupe CECAFA des nations 1989 (gr. A)                                      |
| 22 | 1er décembre 1994 | Nairobi      | Kenya - Tanzanie | 0-1   | Coupe CECAFA des nations 1994 (gr. A)                                      |
| 23 | 25 octobre 2000   | Nairobi      | Kenya - Tanzanie | 2-0   | Match amical                                                               |
| 24 | 27 octobre 2001   | Arusha       | Tanzanie - Kenya | 3-1   | Match amical                                                               |
| 25 | 18 mai 2002       | Arusha       | Tanzanie - Kenya | 0-5   | Match amical                                                               |
| 26 | 30 novembre 2002  | Mwanza       | Tanzanie - Kenya | 1-0   | Coupe CECAFA des nations 2002 (gr. A)                                      |
| 27 | 14 décembre 2002  | Mwanza       | Tanzanie - Kenya | 2-3   | Coupe CECAFA des nations 2002 (finale)                                     |
| 28 | 22 mars 2003      | Nairobi      | Kenya - Tanzanie | 4-0   | Match amical                                                               |
| 29 | 11 octobre 2003   | Dar es Salam | Tanzanie - Kenya | 0-0   | Phase qualificative de la Coupe du monde 2006 (zone Afrique, 1er tour)     |
| 30 | 15 novembre 2003  | Nairobi      | Kenya - Tanzanie | 3-0   | Phase qualificative de la Coupe du monde 2006 (zone Afrique, 1er tour)     |
| 31 | 30 septembre 2006 | Dar es Salam | Tanzanie - Kenya | 0-0   | Match amical                                                               |
| 32 | 8 décembre 2007   | Dar es Salam | Tanzanie - Kenya | 2-1   | Coupe CECAFA des nations 2007 (gr. A)                                      |
| 33 | 29 mars 2008      | Nairobi      | Kenya - Tanzanie | 1-0   | Qualifications au Championnat d'Afrique des nations 2009 (zone Centre-Est) |
| 34 | 12 avril 2008     | Dar es Salam | Tanzanie - Kenya | 2-0   | Qualifications au Championnat d'Afrique des nations 2009 (zone Centre-Est) |
| 35 | 11 janvier 2009   | Kampala      | Tanzanie - Kenya | 1-2   | Coupe CECAFA des nations 2008 (demi-finale)                                |
| 36 | 11 août 2010      | Dar es Salam | Tanzanie - Kenya | 1-1   | Match amical                                                               |
| 37 | 23 novembre 2010  | Dar es Salam | Tanzanie - Kenya | 1-0   | Match amical                                                               |
| 38 | 14 novembre 2012  | Mwanza       | Tanzanie - Kenya | 1-0   | Match amical                                                               |
| 39 | 10 décembre 2013  | Nairobi      | Kenya - Tanzanie | 1-0   | Coupe CECAFA des nations 2013 (demi-finale)                                |
| 40 | 29 mai 2016       | Nairobi      | Kenya - Tanzanie | 1-1   | Match amical                                                               |
| 41 | 11 décembre 2017  | Kisumu       | Kenya - Tanzanie | 1-0   | Coupe CECAFA des nations 2017 (gr. A)                                      |
| 42 | 27 juin 2019      | Le Caire     | Kenya - Sénégal  | 0-3   | Coupe d'Afrique des nations 2019 (gr. C)                                   |

#### Bilan
Au 3 juillet 2019 :
- Total de matchs disputés : 42
- Victoires de la Tanzanie : 12
- Matchs nuls : 10
- Victoires du Kenya : 20
- Total de buts marqués par la Tanzanie : 45
- Total de buts marqués par le Kenya : 59

## M

### Maroc
| Date         | Lieu         | Match            | Score | Compétition            |
| ------------ | ------------ | ---------------- | ----- | ---------------------- |
| 9 Oct 2010   | Dar es Salam | Tanzanie - Maroc | 0-1   | Eliminatoire CAN 2012  |
| 9 Oct 2011   | Rabat        | Maroc - Tanzanie | 3-1   | Eliminatoire CAN 2012  |
| 24 Mars 2013 | Dar es Salam | Tanzanie - Maroc | 3-1   | Eliminatoire FIFA 2014 |
| 8 Juin 2013  | Rabat        | Maroc - Tanzanie | 2-1   | Éliminatoire FIFA 2014 |
| 21 Nov 2023  | Dar es Salam | Tanzanie - Maroc | 0-2   | Éliminatoire FIFA 2026 |
| 17 Jan 2024  | San pedro    | Maroc - Tanzanie | 3-0   | CAN 2024 (Groupe E)    |
| Mars 2025    | Rabat        | Maroc - Tanzanie |       | Éliminatoire FIFA 2026 |

### Maurice
| Date              | Lieu              | Match              | Score         | Compétition                                     |
| 9 août 1967       | Maurice           | Maurice - Tanzanie | 1-1           | Qualifications Coupe d'Afrique des nations 1968 |
| 16 août 1967      | Tanzanie          | Tanzanie- Maurice  | 1-0           | Qualifications Coupe d'Afrique des nations 1968 |
| 1972              | Tanzanie          | Tanzanie- Maurice  | 4-1           | Match amical                                    |
| 28 octobre 1973   | Tanzanie          | Tanzanie- Maurice  | 1-1           | Qualifications Coupe d'Afrique des nations 1974 |
| 11 novembre 1973  | Maurice           | Maurice - Tanzanie | 0-0 (4-2 tab) | Qualifications Coupe d'Afrique des nations 1974 |
| 16 septembre 1979 | Maurice           | Maurice - Tanzanie | 3-2           | Qualifications Coupe d'Afrique des nations 1980 |
| 30 septembre 1979 | Tanzanie          | Tanzanie- Maurice  | 4-0           | Qualifications Coupe d'Afrique des nations 1980 |
| 1er juillet 2000  | Tanzanie          | Tanzanie - Maurice | 0-1           | Qualifications Coupe d'Afrique des nations 2002 |
| 16 juillet 2000   | Maurice           | Maurice - Tanzanie | 3-2           | Qualifications Coupe d'Afrique des nations 2002 |
| 26 juin 2006      | Seychelles        | Tanzanie- Maurice  | 2-1           | Tournoi amical                                  |
| 31 mai 2008       | Tanzanie          | Tanzanie - Maurice | 1-1           | Qualifications Coupe du monde 2010              |
| 6 septembre 2008  | Curepipe, Maurice | Maurice - Tanzanie | 1-4           | Qualifications Coupe du monde 2010              |

## R

### République centrafricaine

#### Confrontations
Confrontations entre la République centrafricaine et la Tanzanie :
|   | Date         | Lieu         | Match                                | Score | Compétition                                                  |
| - | ------------ | ------------ | ------------------------------------ | ----- | ------------------------------------------------------------ |
| 1 | 26 mars 2011 | Dar es Salam | Tanzanie - République centrafricaine | 2-1   | Qualifications à la Coupe d'Afrique des nations 2012 (gr. D) |
| 2 | 5 juin 2011  | Bangui       | République centrafricaine - Tanzanie | 2-1   | Qualifications à la Coupe d'Afrique des nations 2012 (gr. D) |

#### Bilan
Au 19 avril 2019 :
- Total de matchs disputés : 2
- Victoires de la République centrafricaine : 1
- Matchs nuls : 0
- Victoires de la Tanzanie : 1
- Total de buts marqués par la République centrafricaine : 3
- Total de buts marqués par la Tanzanie : 3

### République Démocratique du Congo
| Date             | Lieu      | Match                                        | Score | Compétition            |
| ---------------- | --------- | -------------------------------------------- | ----- | ---------------------- |
| 2 Septembre 2021 | Kinshasa  | République Démocratique du Congo - Tanzanie  | 1-1   | FIFA 2022 Éliminatoire |
| 11 Novembre 2021 | Mwanza    | Tanzanie - République Démocratique du Congo  | 0-3   | FIFA 2022 Éliminatoire |
| 24 Janvier 2024  | San-Pédro | Tanzanie vs République Démocratique du Congo | 0-0   | CAN 2024 (Gr F)        |

## S

### Sénégal
| Date         | Lieu     | Match              | Score | Compétition                     |
| 24 mars 2007 | Dakar    | Sénégal - Tanzanie | 4-0   | Qualifications pour la CAN 2008 |
| 2 juin 2007  | Mwanza   | Tanzanie - Sénégal | 1-1   | Qualifications pour la CAN 2008 |
| 23 juin 2019 | Le Caire | Sénégal - Tanzanie | 2-0   | CAN 2019                        |

#### Bilan
- Total de matchs disputés : 3
- Victoires de l'équipe du Sénégal : 2
- Victoires de l'équipe de Tanzanie : 0
- Match nul : 1

### Seychelles
| Date         | Lieu       | Match                 | Score | Compétition                              |
| 9 juin 1988  | Seychelles | Seychelles - Tanzanie | 1-1   | Match amical                             |
| 30 juin 2006 | Seychelles | Seychelles - Tanzanie | 2-1   | Tournoi de l'indépendance des Seychelles |

### Somalie

#### Confrontations
Confrontations entre la Somalie et la Tanzanie :
|    | Date              | Lieu         | Match              | Score | Compétition                                                                                |
| -- | ----------------- | ------------ | ------------------ | ----- | ------------------------------------------------------------------------------------------ |
| 1  | 17 novembre 1980  | Khartoum     | Tanzanie - Somalie | 1-1   | Coupe CECAFA des nations 1980 (en)(gr. A)                                                  |
| 2  | 29 novembre 1994  | Nairobi      | Tanzanie - Somalie | 4-0   | Coupe CECAFA des nations 1994 (gr. A)                                                      |
| 3  | 1er décembre 1995 | Kampala      | Tanzanie - Somalie | 7-0   | Coupe CECAFA des nations 1995 (gr. B)                                                      |
| 4  | 12 décembre 2007  | Dar es Salam | Tanzanie - Somalie | 1-0   | Coupe CECAFA des nations 2007 (gr. A)                                                      |
| 5  | 3 janvier 2009    | Kampala      | Somalie - Tanzanie | 1-0   | Coupe CECAFA des nations 2008 (gr. A)                                                      |
| 6  | 27 mars 2010      | Dar es Salam | Tanzanie - Somalie | 6-0   | Qualifications au Championnat d'Afrique des nations 2011 (en) (zone Centre-Est - 1er tour) |
| 7  | 30 novembre 2010  | Dar es Salam | Tanzanie - Somalie | 3-0   | Coupe CECAFA des nations 2010 (gr. A)                                                      |
| 8  | 1er décembre 2012 | Kampala      | Somalie - Tanzanie | 0-7   | Coupe CECAFA des nations 2012 (gr. B)                                                      |
| 9  | 1er décembre 2013 | Nairobi      | Somalie - Tanzanie | 0-1   | Coupe CECAFA des nations 2013 (gr. B)                                                      |
| 10 | 22 novembre 2015  | Addis-Abeba  | Somalie - Tanzanie | 0-4   | Coupe CECAFA des nations 2015 (gr. A)                                                      |

#### Bilan
Au 4 mai 2019 :
- Total de matchs disputés : 10
- Victoires de la Somalie : 1
- Matchs nuls : 1
- Victoires de la Tanzanie : 8
- Total de buts marqués par la Somalie : 2
- Total de buts marqués par la Tanzanie : 34

### Zambie
| 5 JUILLET 2017  | Moruleng  | Zambie vs Tanzanie | 4-2 | Coupe COSAFA 2017 (Phase finale) |
| --------------- | --------- | ------------------ | --- | -------------------------------- |
| 21 Janvier 2024 | San-Pédro | Zambie vs Tanzanie | 1-1 | CAN 2024 (GrF)                   |